# Ambasciatori austriaci in Serbia

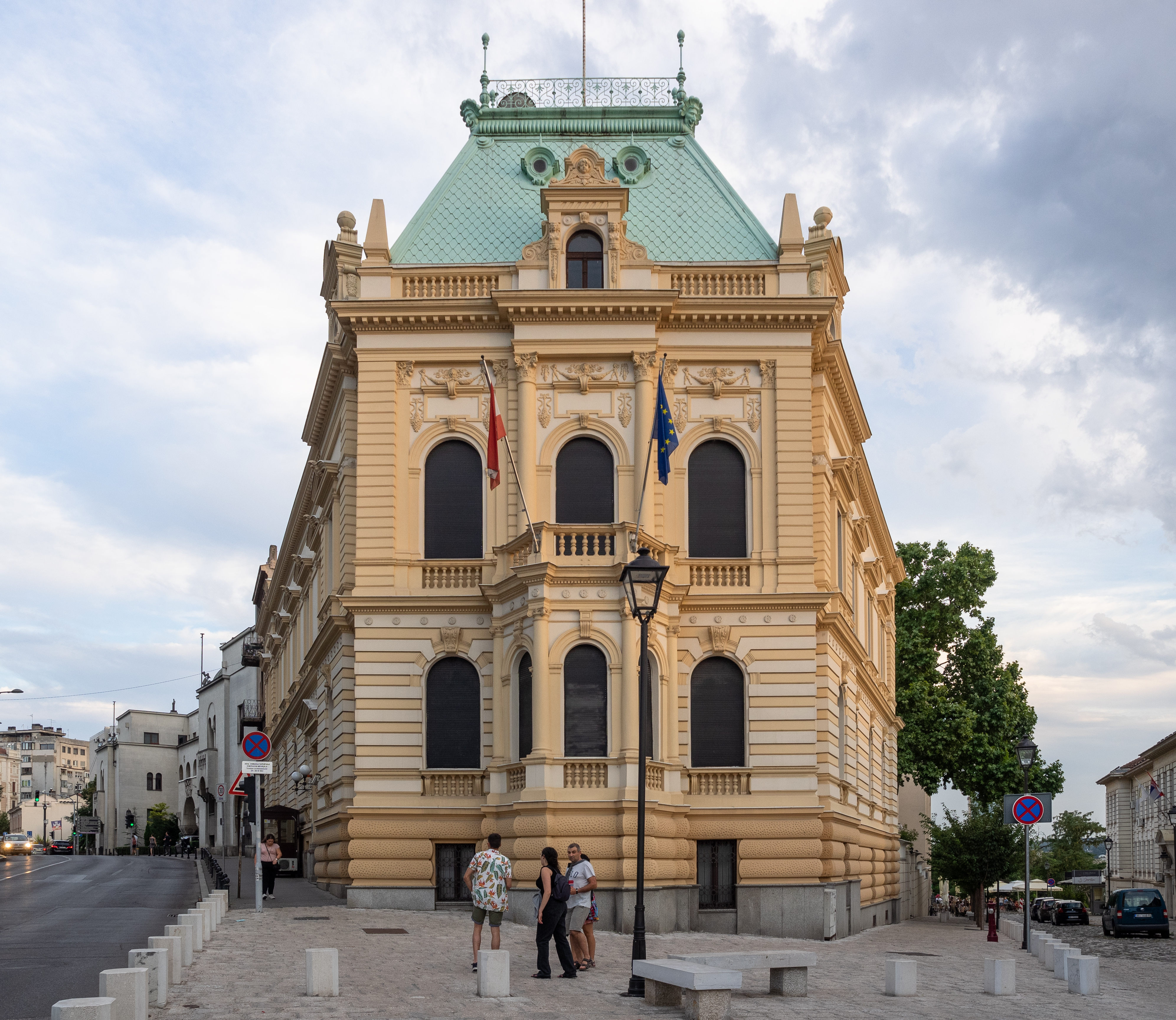
L'attuale sede dell'ambasciata austriaca in Serbia

L'ambasciatore austriaco in Serbia è il primo rappresentante diplomatico dell'Austria (già dell'Impero austro-ungarico) in Serbia. Le relazioni tra i due paesi sono iniziate stabilmente nel 1868. Dal 1918 al 2003 la Serbia ha fatto parte della Jugoslavia e pertanto le competenze di tale ambasceria sono state trasferite in campo all'ambasciatore austriaco in Jugoslavia. 

## Impero austro-ungarico
- 1868-1875: Benjamin Kállay von Nagy-Kálló
- 1875-1878: Nikolaus von Wrede
- 1878-1881: Gabriel Herbert von Rathkeal
- 1881-1887: Rudolf von Khevenhüller-Metsch
- 1887-1889: Ladislaus Hengelmüller von Hengervár
- 1889-1895: Gustav von Thömmel
- 1895-1900: Franz Schiessl von Perstorff
- 1900-1903: Karl Heidler von Egeregg und Syrgenstein
- 1903-1905: Konstantin Dumba
- 1905-1907: Moritz Czikann von Wahlborn
- 1907-1911: Johann Forgách von Ghymes und Gács
- 1911-1913: Stephan von Ugron zu Ábránfalva
- 1913-1919: Wladimir Giesl von Gieslingen

## Repubblica austriaca
- 2003-2005: Hannes Porias
- 2005-2008: Gerhard Jandl
- 2008-2012: Clemens Koja
- 2012-2018: Johannes Eigner
- Dal 2018: Nikolaus Lutterotti